# Chelonus chinensis
Chelonus chinensis är en stekelart som beskrevs av Zhang 1984. Chelonus chinensis ingår i släktet Chelonus och familjen bracksteklar. Inga underarter finns listade i Catalogue of Life.